# Saulmory-Villefranche
Saulmory-Villefranche (früher: Saulmory-et-Villefranche) ist eine französische Gemeinde mit 82 Einwohnern (Stand: 1. Januar 2022) im Département Meuse in der Region Grand Est (vor 2016: Lothringen). Die Gemeinde gehört zum Arrondissement Verdun, zum Kanton Stenay und zum Gemeindeverband Pays de Stenay et du Val Dunois.

## Geographie
Saulmory-Villefranche liegt etwa 48 Kilometer nordnordwestlich von Verdun an der Maas, die die Gemeinde im Osten begrenzt.
Umgeben wird Saulmory-Villefranche von den Nachbargemeinden Wiseppe im Norden, Stenay im Nordosten, Mouzay im Nordosten und Osten, Mont-devant-Sassey im Süden sowie Montigny-devant-Sassey im Südwesten und Westen.

## Bevölkerungsentwicklung
| Jahr                       | 1962 | 1968 | 1975 | 1982 | 1990 | 1999 | 2006 | 2011 | 2019 |
| Einwohner                  | 135  | 117  | 120  | 117  | 117  | 102  | 106  | 106  | 83   |
| Quellen: Cassini und INSEE |      |      |      |      |      |      |      |      |      |

## Sehenswürdigkeiten
- Kirche Saint-Denis in Saulmory aus dem 13. Jahrhundert
- Kirche Saint-Denis in Villefranche aus dem Jahre 1895

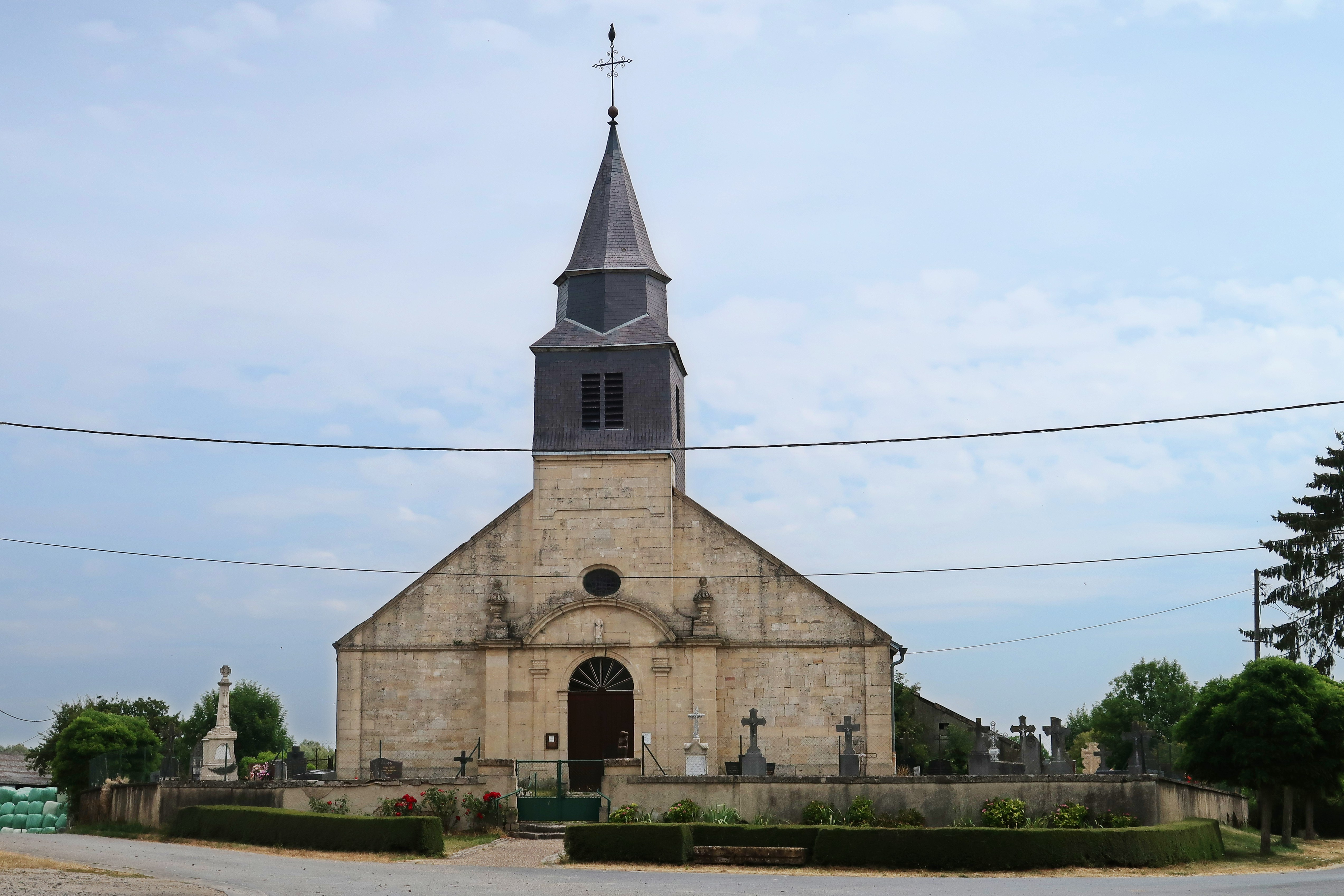
Kirche Saint-Denis in Saulmory
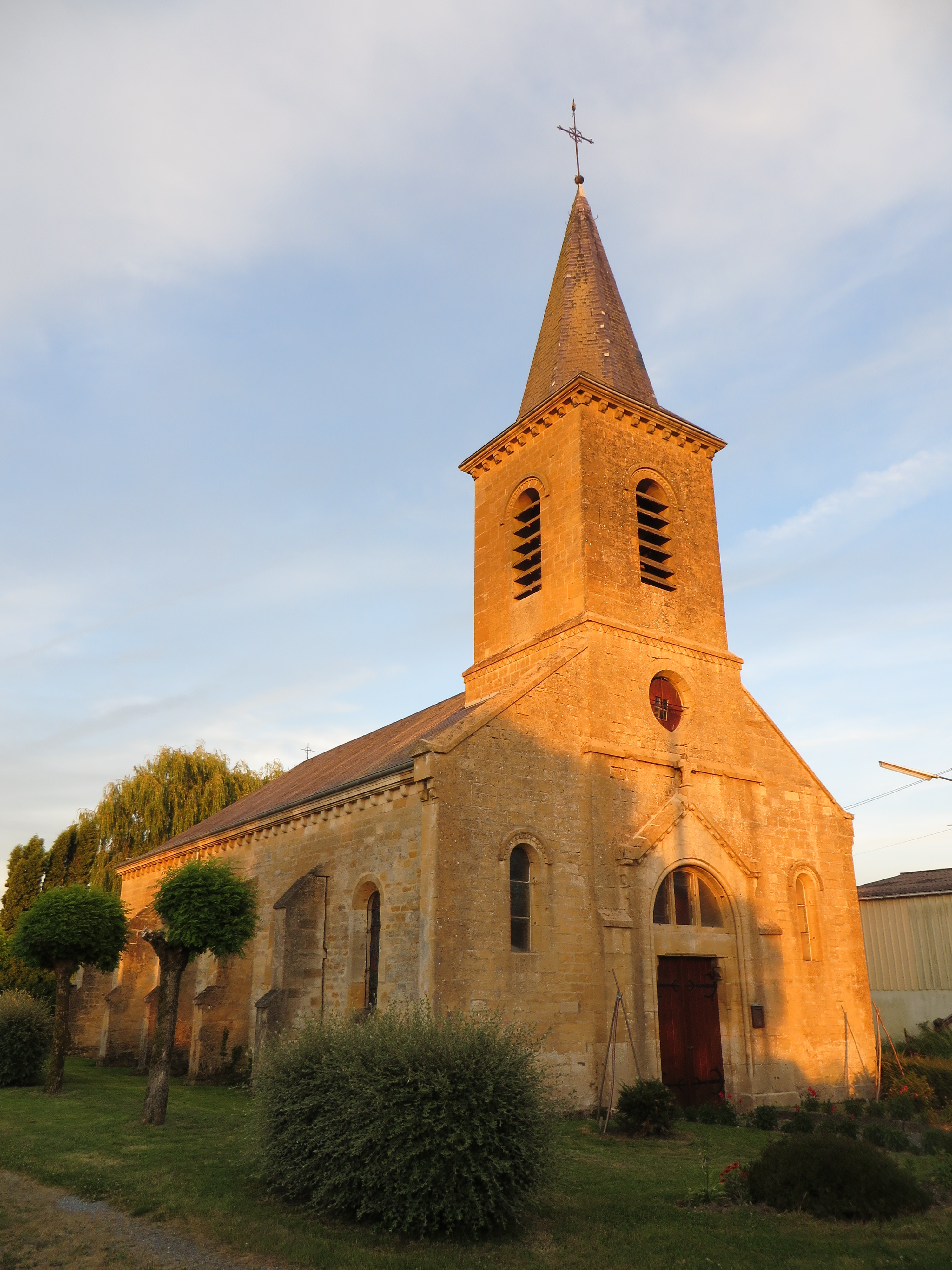
Kirche Saint-Denis in Villefranche